# Ilaha Kadimova
Ilaha Kadimova, est une joueuse d'échecs azerbaïdjanaise  née le 5 novembre 1975.
Elle a obtenu le titre de grand maître international féminin en 1994 et le titre de maître international (mixte) en 2005.

## Biographie et carrière
Kadimova remporta le championnat du monde des moins de 18 ans en 1992 et 1993, le championnat d'Europe junior féminin (moins de 20 ans) en 1993 et la médaille d'argent au championnat du monde junior en 1993.
Ilaha Kadimova a représenté l'Azerbaïdjan lors des olympiades féminines de 1992 et 1994, de trois championnats d'Europe par équipes de 1992 à 200, remportant la médaille de bronze par équipe lors du championnat d'Europe par équipes de 1992 (elle finit quatrième de la compétition au deuxième échiquier et l'équipe d'Azerbaïdjan n'avait pas de remplaçante).
En 2006, elle finit troisième ex æquo du championnat d'Europe d'échecs individuel féminin.
Elle participa au championnat du monde d'échecs féminin de 2008 à Naltchik et fut battue au premier tour par Elisabeth Pähtz.